# Brigitte Giraud
Brigitte Giraud, född 1960 i Sidi Bel Abbès i Algeriet, är en fransk författare, bibliotekarie, översättare och journalist.
Giraud föddes i Algeriet, växte upp i Rillieux-la-Pape och bosatte sig så småningom i  Lyon i Frankrike för att skriva.
Giraud tilldelades Jean Giono-priset 2009 för Une année étrangère. År 2022 tilldelades hon det prestigefulla Goncourtpriset för romanen Vivre vite. Den självbiografiska Vivre vite skildrar vad som hände under hennes makes sista dagar innan han dödades i en motorcykelolycka 1999. Boken skildrar både vad som kunde ha förhindrat tragedin och vilka dess följder blev.